# Yamaha CS-80
| Synthesizer              | Synthesizer                                      |
| Foto                     | Foto                                             |
| Allgemeines              | Allgemeines                                      |
| ------------------------ | ------------------------------------------------ |
| Name                     | CS-80                                            |
| Hersteller               | Yamaha                                           |
| Klangsynthese            | analog, Subtraktive Synthese                     |
| Zeitraum                 | 1977–1980                                        |
| Preis (Erscheinungsjahr) | 6900 US$                                         |
| Eigenschaften            |                                                  |
| Polyphon                 | ja, 2 × 8                                        |
| Multitimbral             | nein                                             |
| Filter                   | Tiefpass und Hochpass, je mit Resonanz (analog)  |
| LFO                      | ja, Modulation von VCO, VCF und VCA              |
| Tasten                   | 61, anschlagsdynamisch mit Aftertouch (polyphon) |
| Int. Spielhilfen         | Ribbon-Controller                                |
| Ext. Controller          | Fußschalter, -schweller                          |
| Effekte                  | Tremolo, Chorus                                  |
| Schnittstelle(n)         | –                                                |
| Sequenzer                | –                                                |
| Programmspeicher         | 4                                                |
| Ext. Speicher            | –                                                |

Der Yamaha CS-80 ist ein analoger Synthesizer der Firma Yamaha, der 1976 auf den Markt kam. Er war eines der ersten kommerziell vertriebenen polyphonen Geräte und gilt als ein Meilenstein in der Entwicklung der elektronischen Synthesizer. Der CS-80 ist das Topmodell der CS-Serie, zu der noch der vierstimmige CS-50 und der achtstimmige CS-60 gehörten.

## Aufbau und Technik
Frühere polyphone Synthesizer, wie etwa der Polymoog, benutzen Orgel-Technologie und waren nicht sehr flexibel. Der Vorgänger, der Yamaha GX-1, wiederum war sehr experimentell. Die im GX-1 diskret aufgebauten Schaltungen wurden zunächst in IC-Form im CS-50 erprobt und später im CS-80 perfektioniert. Die Klangerzeugung basierte auf der damals üblichen analogen subtraktiven Synthese, wobei über die 16 Oszillatoren (Sägezahn, Rechteck und Sinuswelle) zwei Klänge unabhängig voneinander achtstimmig erzeugt und zusammengemischt werden konnten. Die weitere Klangbearbeitung erfolgte über ein resonanzfähiges Hüllkurven-gesteuertes Hoch- und Tiefpassfilter (12 dB/Oktave), sowie LFO (Sinus-, Sägezahnwelle) und Ringmodulator. Am Ende standen noch ein Tremolo und Chorus zur Abrundung des Klangs zur Verfügung.
Alle Regler zur Klangerzeugung waren unter einer Abdeckung noch einmal vierfach als Miniaturen ausgeführt, mit denen man vier Klänge programmieren und wieder abrufen konnte. Ein richtiges digitales Speichern der Programme, wie es später der Prophet-5 bot, war nicht möglich. Zusammen mit den Hauptreglern standen somit sechs frei programmierbare Klänge zur Auswahl, zu denen noch 22 fest programmierte Klänge (Factory Presets) hinzu kamen.
Der CS-80 besaß eine gewichtete anschlagsdynamische Klaviatur mit polyphonem Aftertouch, über die man den Klang und dessen Verlauf sehr vielfältig beeinflussen konnte. Ferner gab es einen so genannten Ribbon-Controller, über die die Tonhöhe beeinflussbar war. Das neue dabei war, dass der Nullpunkt immer dort war, wo man seinen Finger zuerst auflegte.

## Bedeutung
Der CS-80 zählt heute noch zu den Meilensteinen im Bereich analoger Klangerzeugung. Man kann den CS-80 auf vielen Aufnahmen von Vangelis hören, wie etwa auf dem Soundtrack zu den Spielfilmen Blade Runner (1982) oder Die Stunde des Siegers (1981). Auch auf verschiedenen Pop-Musik Aufnahmen, wie etwa auf dem Studioalbum SO (1986) von Peter Gabriel oder dem Song Billie Jean (1982) von Michael Jackson.
Die Nachteile des CS-80 waren der hohe Preis, das hohe Gewicht von 100 kg sowie die unangenehme Eigenschaft, sich zu verstimmen, was zusätzlich durch Temperaturprobleme im Gehäuse verstärkt wurde. Der CS-80 war daher ein Studio- und kein Tourgerät. Heute gilt er als eine große Rarität, insbesondere da nur rund 800 Stück gebaut wurden (1001 bis 1791 (letzte bekannte Seriennummer)).

## Nachbauten
Die französische Firma Arturia hat seit 2003 mit dem CS-80V eine Software-Emulation des CS-80 im Programm für die Betriebssysteme Microsoft Windows und macOS. Von der norwegischen Firma Memorymoon gibt es mit dem ME-80 eine weitere Emulation des CS-80, seit einiger Zeit nur noch für Windows – die ein Hostprogramm benötigt. Ferner gibt es den freien CS80-Krakli Arminator ebenfalls als Plugin, sowie den Hardware-Nachbau Deckard's Dream MkII des japanischen Herstellers Black Corporation.